# یوگی چن
چن چین مینگ (Yogi Chen) (۱۹۰۶–۱۹۸۷) که با نام یوگی سی ام چن یا به سادگی یوگی چن نیز شناخته می‌شود، یک گوشه نشین چینی بود که از سال ۱۹۴۷ تا ۱۹۷۲ در کالیمپونگ هند زندگی می‌کرد، به ایالات متحده نقل مکان کرد و تا پایان عمر در آنجا زندگی کرد.
به گفته Ole Nydahl، چن، در جوانی در چین، از مرگ وحشت داشت و در ابتدا تمرینات تائوئیستی را برای افزایش زندگی انجام داده بود. بعداً به بودیسم روی آورد و در جستجوی تعالیم به تبت رفت و در آنجا چندین سال در غار زندگی کرد.
Sangharakshita چن را یکی از معلمان خود می‌دانست، و همراه با Khantipalo به او کمک کردند تا مراقبه بودایی، سیستماتیک و عملی را تدوین کند. هم Sangharakshita و هم Khantipalo چن را «غیرعادی» توصیف می‌کنند.